# Andriamahilala
Andriamahilala é considerada a primeira mulher de acordo com a mitologia de diversas tribos africanas distintas. É também a representação da lua.